# スウィート・エモーション (エアロスミスの曲)
「スウィート・エモーション」（Sweet Emotion）は、エアロスミスの楽曲。1975年4月にコロムビア・レコードからリリースされたアルバム『闇夜のヘヴィ・ロック』収録曲であり、翌5月19日にシングル・カットされた。リード・シンガーのスティーヴン・タイラーとベーシストのトム・ハミルトンが制作し、ジャック・ダグラスがプロデュースし、レコード・プラント・スタジオでレコーディングが行われた。
シングル盤「スウィート・エモーション」は、Billboard Hot 100で36位に付けたバンドのブレイクスルー・シングルであり、初のトップ40ヒットであった。この曲とアルバムの成功により、バンドは初期シングル「ドリーム・オン」（1973年当時59位）を再リリースすることにした。その再リリースバージョンは6位のヒットになり、バンドにとって1970年代最高のチャートポジションであった。「スウィート・エモーション」は次代においてもデジタル・ダウンロード数300万以上を記録し成功を収めている。
『ローリング・ストーン』誌オールタイム・グレイテスト・ソング500において416位にランクイン。
スティーヴン・タイラー自身によると、歌詞の一部分はジョー・ペリーの妻からインスパイアされた。
邦題は「やりたい気持ち」。

## 参加ミュージシャン
- スティーヴン・タイラー – リード・ボーカル, マラカス, ヴィブラスラップ
- ジョー・ペリー – リード・ギター, トーク・ボックス, バッキング・ボーカル
- ブラッド・ウィットフォード – リズム・ギター
- トム・ハミルトン – ベース
- ジョーイ・クレイマー – ドラムス
- ジェイ・メシーナ – マリンバ

## 再リリース
1991年に、リリースデイビット・セナーによるリミックスで、シングルが再リリースされた。Mainstream Rock Tracksチャート36位、イギリスでは74位に付けたが、同年にリリースされたボックスセット『Pandora's Box』には、リミックスバージョンは収録されなかった。ちなみに、1998年の映画『アルマゲドン』のサウンドトラックには、こちらのバージョンが収録された。
再リリースバージョンのために、マーティ・カルナー監督によるミュージックビデオが新たに制作された。内容は、自称26歳の少年とテレフォンセックスオペレーターとの会話が進行してゆく。

## 影響
1997年、相川七瀬は彼女とプロデューサー織田哲郎のソングライティングによる「Sweet Emotion」という歌を発表し、ヒットさせた。この曲名は、エアロスミスの曲名から影響されたものである。相川七瀬は、2000年から布袋寅泰をプロデューサーに迎え、「SEVEN SEAS」（2000年）などをヒットさせた。プロデューサーの布袋は、自身のソロ作品として「BEAT EMOTION」（1991年）を発表し、BOØWY時代にはアルバム『BEAT EMOTION』（1986年）を発表した。1987年の月刊『Player』連載記事によると、布袋が過去によくコピーしていた10枚のアルバムの内1枚はエアロスミスのアルバム『闇夜のヘヴィ・ロック』であった（他9枚はT・レックス、デヴィッド・ボウイ 、モット・ザ・フープル、セックス・ピストルズなどの各アルバム）。